# José Manuel Garcia Segura
Pour les articles homonymes, voir José Manuel García, García et Segura (homonymie).
José Manuel Garcia Segura (né le 5 novembre 1974 à Barcelone), est un joueur hispano-andorran de volley-ball. Il évolue au poste de libéro. International andorran.

## Clubs
- Andorra TX (1999-2005)
- Elche, Espagne (2004-2005)
- REC Rennes (2005-2006)
- Paris Volley (2006-2007)
- Arago de Sète (2007-2008)

Palmarès : champion de France 2006-2007